# Svatava (nádraží)
Svatava je dopravna D3 (někdejší železniční stanice) v městysi Svatava v okrese Sokolov v Karlovarském kraji ležící nedaleko řeky Svatavy. Leží na neelektrizované jednokolejné trati Sokolov–Zwotental.

## Historie
V souvislosti s výstavbou nádraží v Sokolově v roce 1870 započala Buštěhradská dráha v následujících letech výstavbu tratě podél řeky Svatavy. Trať byla navedena skrz průmyslový městys Svatava hned u Sokolova a tak zde byla zřízena železniční stanice Svatava-Davidov. Ve stanici také byla svedena z tratě vlečná dráha do nedalekého strojírenského komplexu.
Po zestátnění Buštěhradské dráhy v roce 1923 správu stanice převzaly Československé státní dráhy. V následujících desetiletích došlo k přejmenování na Svatava a k převodu na dopravnu D3.
Po revoluci připadla správa následovníkovi ČSD, tedy Českým drahám, které se však rozhodly, že některé lokální tratě, včetně této, zruší. Přičiněním městského zastupitelstva Kraslic došlo k tomu, že trať zrušena nebyla a naopak ji převzala nově vzniklá soukromá drážní společnost Viamont. Potom, co Viamont zkrachoval, převzala v roce 2011 správu tratě společnost PDV Railway a osobní drážní doprava včetně odbavování cestujících na nádraží připadlo společnosti GW Train Regio. PDV Railway měla po přechodnou dobu zřízené pracoviště v bývalé nádražní budově ve Svatavě.
Ve Svatavě není osobní pokladna, cestující jsou odbavováni ve vlaku.

## Fotogalerie

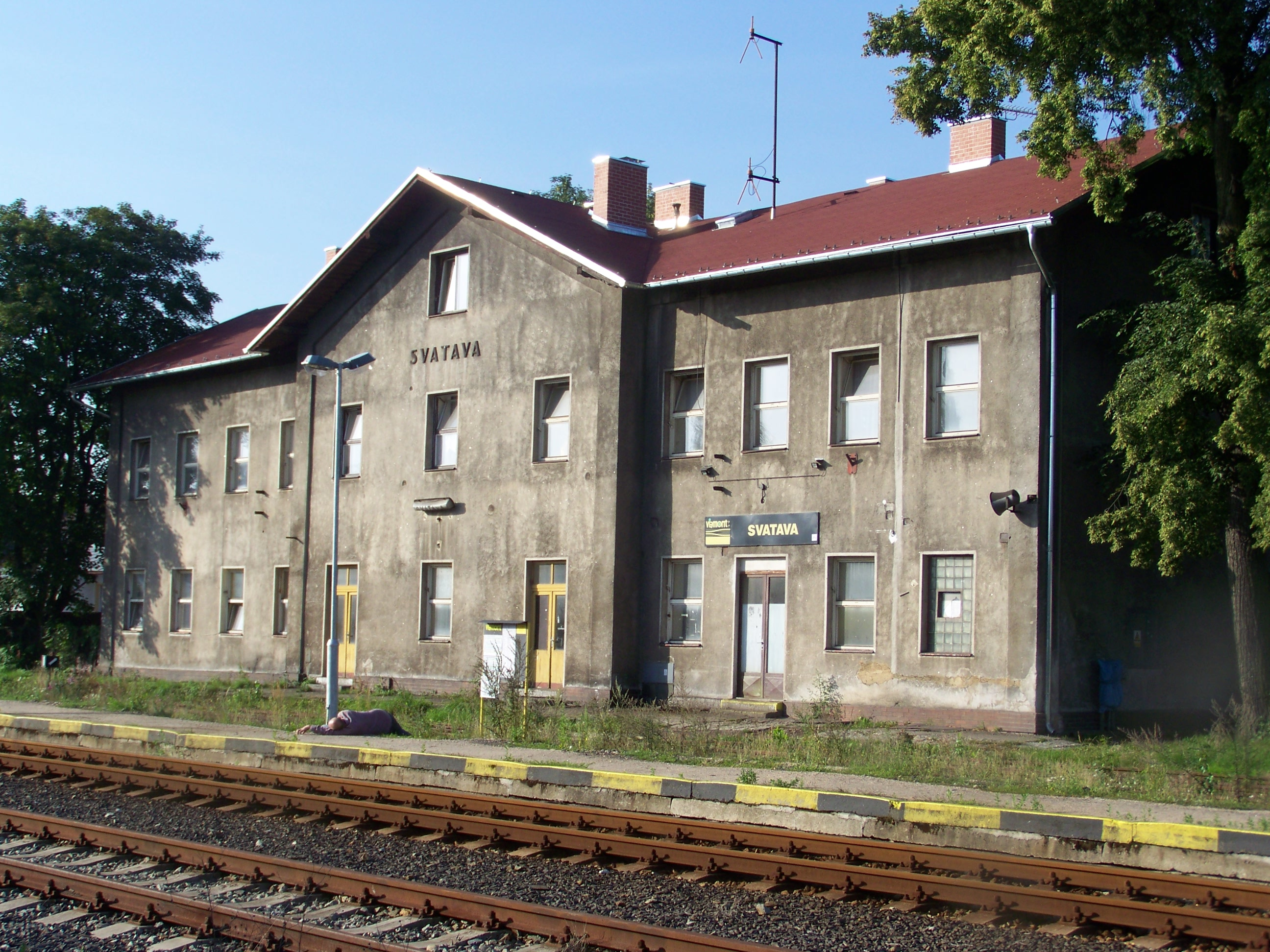
Pohled na staniční budovu před provedenou rekonstrukcí nástupiště a výstavby přístřešku pro cestující (2010)
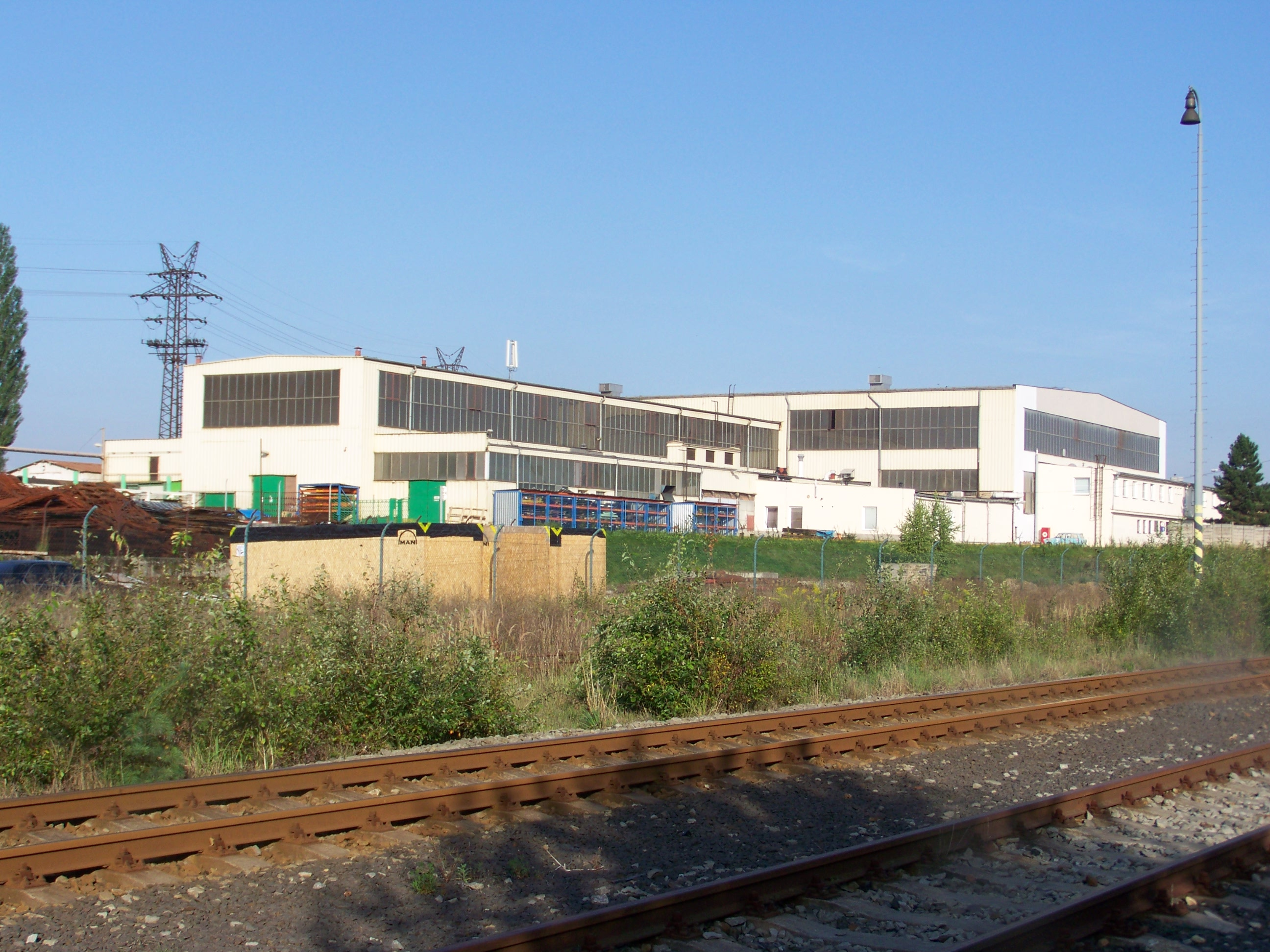
Pohled na strojnický komplex v těsném sousedství železniční dopravny (2010)
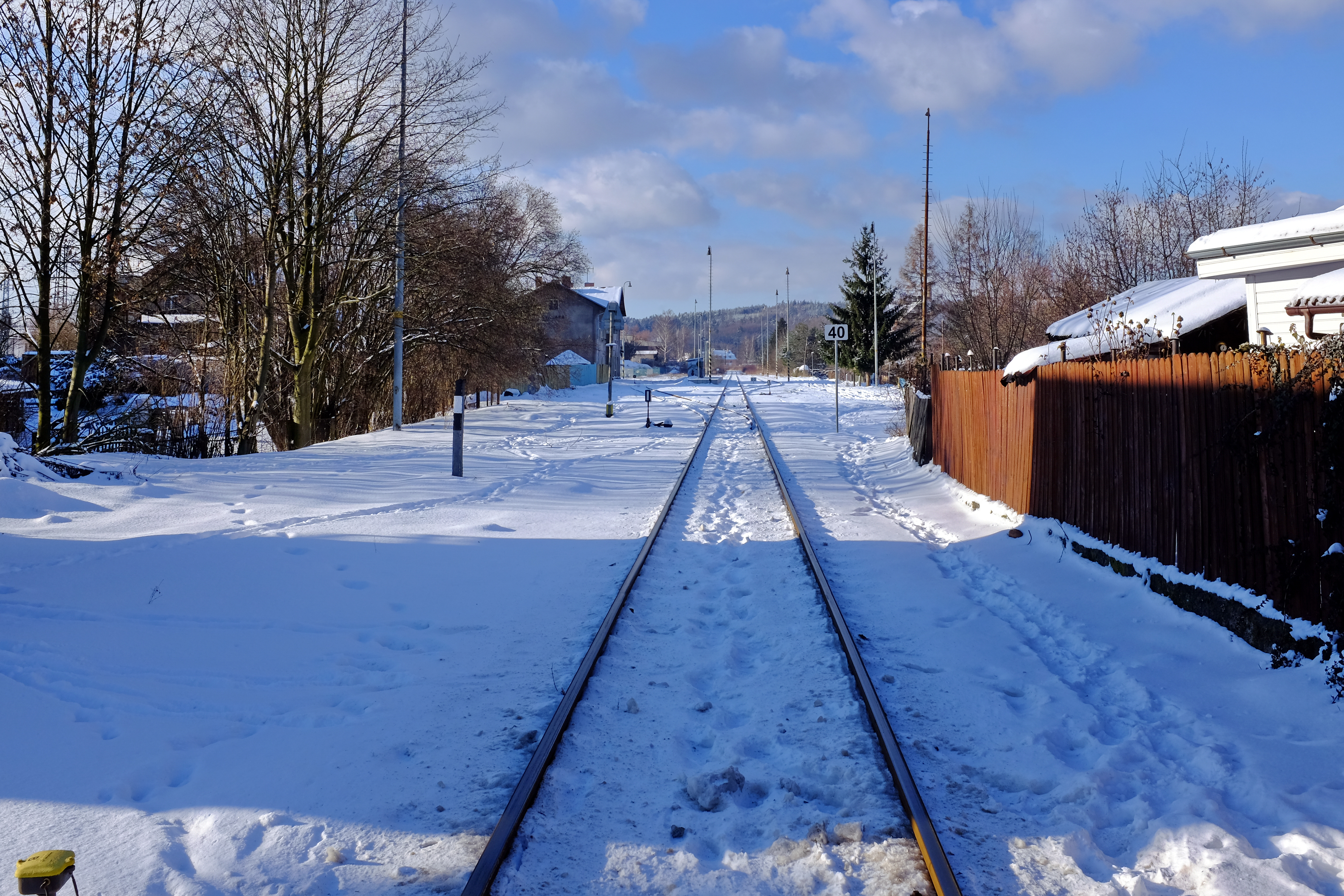
Pohled na vjezd do dopravny ze směru od Sokolova (2021)
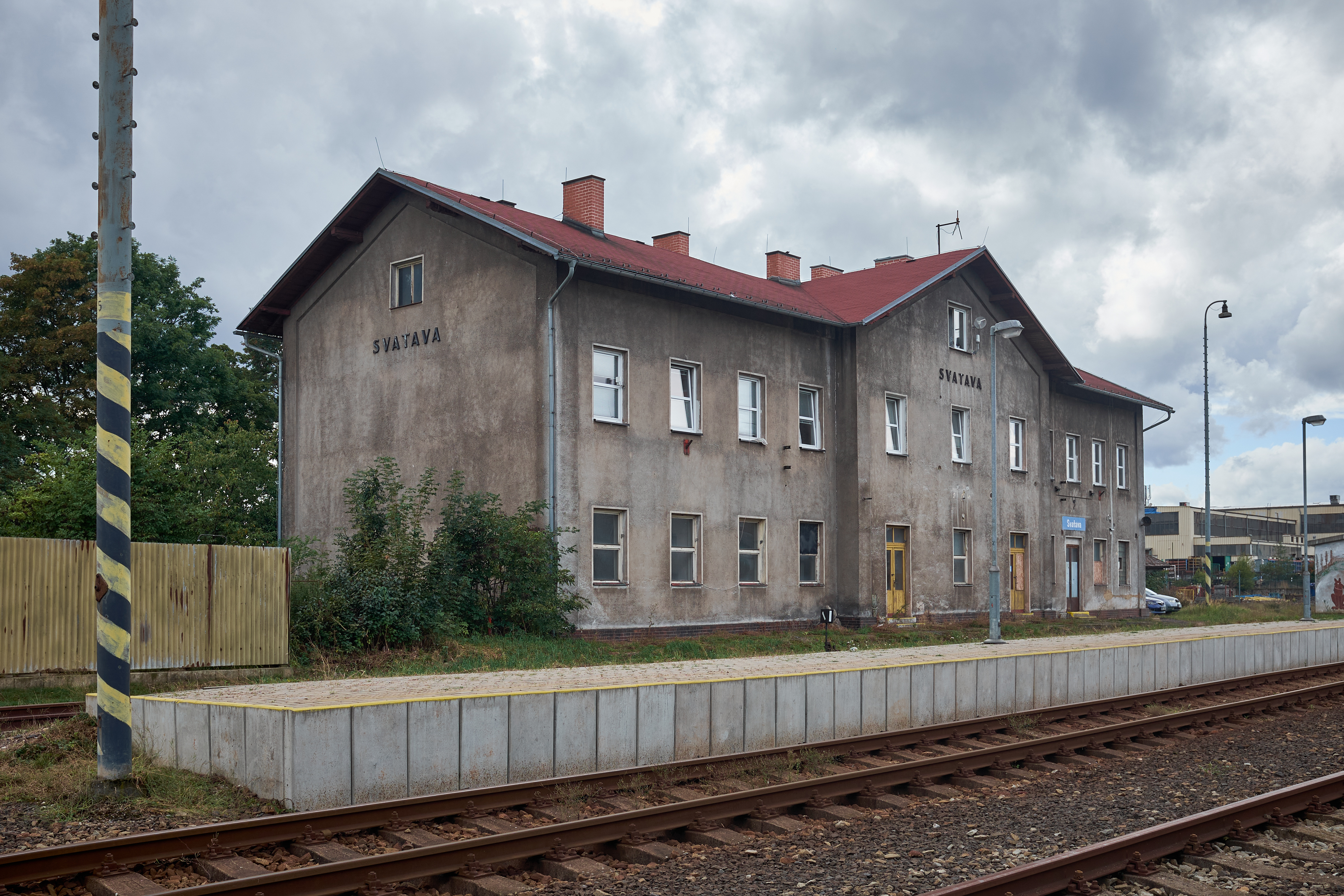
Pohled na staniční budovu a nástupiště (2022)